# Женская Лига чемпионов ЕКВ 2013/2014
14-й розыгрыш женской Лиги чемпионов ЕКВ (54-й с учётом Кубка европейских чемпионов) проходил с 22 октября 2013 по 16 марта 2014 года с участием 24 клубных команд из 12 стран-членов Европейской конфедерации волейбола. Победителем турнира впервые в своей истории стала российская команда «Динамо-Казань».

## Система квалификации
22 места в Лиге чемпионов 2013/2014 были распределены по рейтингу ЕКВ на 2013 год, учитывающему результаты выступлений клубных команд стран-членов ЕКВ в еврокубках на протяжении трёх сезонов (2009/20010—2011/2012). Согласно ему места в Лиге получили клубы из 12 стран: Турция, Россия (по 3 команды), Италия, Франция, Польша, Азербайджан, Румыния (все по 2), Сербия, Германия, Швейцария, Чехия, Бельгия и Хорватия (по 1 команде). Ещё 2 места должны были быть распределены по спецприглашению ЕКВ (wildcard). После отказа от участия в Лиге клуба из Хорватии число вакансий выросло до трёх. Эти места получили Италия, Азербайджан и Германия .

## Команды-участницы
| Страна      | Команда                            |                                         |
| ----------- | ---------------------------------- | --------------------------------------- |
| Турция      | «Вакыфбанк» (Стамбул)              | Чемпион Турции 2013                     |
| Турция      | «Эджзачибаши» (Стамбул)            | 2-й призёр чемпионата Турции 2013       |
| Турция      | «Галатасарай» (Стамбул)            | 3-й призёр чемпионата Турции 2013       |
| Россия      | «Динамо-Казань» (Казань)           | Чемпион России 2013                     |
| Россия      | «Динамо» (Москва)                  | 2-й призёр чемпионата России 2013       |
| Россия      | «Омичка» (Омск)                    | 3-й призёр чемпионата России 2013       |
| Италия      | «Ребекки-Нордмекканика» (Пьяченца) | Чемпион Италии 2013                     |
| Италия      | «Имоко Воллей» (Конельяно)         | 2-й призёр чемпионата Италии 2013       |
| Италия      | «Унендо-Ямамай» (Бусто-Арсицио)    | 3-й призёр чемпионата Италии 2013       |
| Франция     | «Расинг Клуб де Канн» (Канны)      | Чемпион Франции 2013                    |
| Франция     | «Безье» (Безье)                    | 2-й призёр чемпионата Франции 2013      |
| Польша      | «Атом Трефл» (Сопот)               | Чемпион Польши 2013                     |
| Польша      | «Таурон» (Домброва-Гурнича)        | 2-й призёр чемпионата Польши 2013       |
| Азербайджан | «Рабита» (Баку)                    | Чемпион Азербайджана 2013               |
| Азербайджан | «Игтисадчи» (Баку)                 | 3-й призёр чемпионата Азербайджана 2013 |
| Азербайджан | «Азерйол» (Баку)                   | По третьей вакансии для Азербайджана    |
| Румыния     | «Штиинца» (Бакэу)                  | Чемпион Румынии 2013                    |
| Румыния     | «Динамо» (Бухарест)                | 2-й призёр чемпионата Румынии 2013      |
| Сербия      | «Црвена Звезда» (Белград)          | Чемпион Сербии 2013                     |
| Германия    | «Шверинер» (Шверин)                | Чемпион Германии 2013                   |
| Германия    | «Дрезднер» (Дрезден)               | 2-й призёр чемпионата Германии 2013     |
| Швейцария   | «Волеро» (Цюрих)                   | Чемпион Швейцарии 2013                  |
| Чехия       | АГЕЛ «Простеёв» (Простеёв)         | Чемпион Чехии 2013                      |
| Бельгия     | «Гент Дам» (Гент)                  | Чемпион Бельгии 2013                    |

## Система проведения розыгрыша
Соревнования состоят из предварительного этапа, двух раундов плей-офф и финального этапа. На предварительном этапе 24 команды-участницы разбиты на 6 групп. В группах команды играют с разъездами в два круга. За победы со счётом 3:0 и 3:1 команды получают по 3 очка, за победы 3:2 — по 2 очка, за поражения 2:3 — по 1 очку, за поражения 0:3 и 1:3 очки не начисляются. В плей-офф выходят по две лучшие команды из групп и одна команда, имеющая лучшие показатели среди занявших в группах третьи места. Из числа команд, вышедших в плей-офф, выбирается хозяин финального этапа и допускается непосредственно в финальный раунд розыгрыша.
12 команд-участниц 1/8-финала плей-офф (плей-офф 12) делятся на пары и проводят между собой по два матча с разъездами. Победителем пары выходит команда, одержавшая две победы. В случае равенства побед победителем становится команда, набравшая в рамках двухматчевой серии большее количество очков, система начисления которых аналогична применяемой на предварительном этапе. Если обе команды при этом набрали одинаковое количество очков, то назначается дополнительный («золотой») сет, победивший в котором выходит в 1/4-финала плей-офф.
6 команд-участниц четвертьфинала плей-офф (плей-офф 6) по такой же системе определяют трёх участников финального этапа, где к ним присоединяется команда-хозяин финала.
Финальный этап проводится в формате «финала четырёх» — полуфинал и два финала (за 3-е и 1-е места).
Жеребьёвка предварительного этапа прошла в Вене 28 июня 2013 года. По её результатам команды распределены на 6 групп.
| Группа A                                               | Группа B                                                                    | Группа C                                                                 |
| ------------------------------------------------------ | --------------------------------------------------------------------------- | ------------------------------------------------------------------------ |
| «Омичка» Омск «Рабита» Баку «Дрезднер» Дрезден «Безье» | «Динамо» Москва «Ребекки» Пьяченца «Игтисадчи» Баку «Црвена Звезда» Белград | «Вакыфбанк» Стамбул «Атом Трефл» Сопот «Динамо» Бухарест «Гент Дам» Гент |

| Группа D                                                                                     | Группа E                                                                             | Группа F                                                                        |
| -------------------------------------------------------------------------------------------- | ------------------------------------------------------------------------------------ | ------------------------------------------------------------------------------- |
| «Эджзачибаши» Стамбул «Расинг Клуб де Канн» Канны «Шверинер» Шверин АГЕЛ «Простеёв» Простеёв | «Унендо-Ямамай» Бусто-Арсицио «Имоко» Конельяно «Галатасарай» Стамбул «Азерйол» Баку | «Динамо-Казань» Казань «Таурон» Домброва-Гурнича «Волеро» Цюрих «Штиинца» Бакэу |

## Предварительный этап

### Группа А
| М | Команда            | 1       | 2       | 3       | 4       | И | В | П | С/П  | О  |
| - | ------------------ | ------- | ------- | ------- | ------- | - | - | - | ---- | -- |
| 1 | «Рабита» Баку      |         | 3:2     | 3:0     | 3:0 3:1 | 6 | 6 | 0 | 18:5 | 16 |
| 2 | «Омичка» Омск      | 2:3     |         | 3:0 3:1 | 3:0     | 6 | 4 | 2 | 16:7 | 14 |
| 3 | «Дрезднер» Дрезден | 0:3     | 0:3 1:3 |         | 3:1 3:0 | 6 | 2 | 4 | 7:13 | 6  |
| 4 | «Безье» Безье      | 0:3 1:3 | 0:3     | 1:3 0:3 |         | 6 | 0 | 6 | 2:18 | 0  |

23.10: Дрезднер — Безье 3:1 (22:25, 25:22, 25:18, 25:21).
24.11: Рабита — Омичка 3:2 (25:16, 20:25, 25:19, 23:25, 15:13).
29.10: Безье — Рабита 0:3 (23:25, 20:25, 16:25).
31.10: Омичка — Дрезднер 3:0 (25:21, 25:16, 25:17).
26.11: Безье — Омичка 0:3 (16:25, 22:25, 24:26).
27.11: Дрезднер — Рабита 0:3 (19:25, 23:25, 20:25).
4.12: Омичка — Безье 3:0 (25:9, 25:14, 25:17).
5.12: Рабита — Дрезднер 3:0 (25:14, 25:15, 25:18).
11.12: Дрезднер — Омичка 1:3 (25:21, 15:25, 20:25, 18:25).
11.12: Рабита — Безье 3:1 (25:15, 23:25, 25:10, 27:25).
17.12: Омичка — Рабита 2:3 (19:25, 22:25, 25:23, 25:19, 11:15).
17.12: Безье — Дрезднер 0:3 (17:25, 18:25, 20:25).

### Группа В
| М | Команда                          | 1       | 2       | 3       | 4       | И | В | П | С/П   | О  |
| - | -------------------------------- | ------- | ------- | ------- | ------- | - | - | - | ----- | -- |
| 1 | «Ребекки-Нордмекканика» Пьяченца |         | 1:3 3:1 | 3:1 3:0 | 3:0 3:1 | 6 | 5 | 1 | 16:6  | 15 |
| 2 | «Динамо» Москва                  | 3:1 1:3 |         | 2:3 3:0 | 3:1     | 6 | 4 | 2 | 15:9  | 13 |
| 3 | «Игтисадчи» Баку                 | 1:3 0:3 | 3:2 0:3 |         | 3:0 3:1 | 6 | 3 | 3 | 10:12 | 8  |
| 4 | «Црвена Звезда» Белград          | 0:3 1:3 | 1:3     | 0:3 1:3 |         | 6 | 0 | 6 | 4:18  | 0  |

22.10: Динамо (М) — Ребекки-Нордмекканика 3:1 (25:21, 25:27, 25:23, 25:19).
22.11: Црвена Звезда — Игтисадчи 0:3 (15:25, 16:25, 23:25).
29.10: Игтисадчи — Динамо (М) 3:2 (23:25, 25:21, 19:25, 25:23, 15:13).
31.10: Ребекки-Нордмекканика — Црвена Звезда 3:0 (25:18, 25:18, 25:11).
26.11: Црвена Звезда — Динамо (М) 1:3 (26:24, 20:25, 16:25, 18:25).
27.11: Игтисадчи — Ребекки-Нордмекканика 1:3 (16:25, 18:25, 25:21, 20:25).
4.12: Динамо (М) — Црвена Звезда 3:1 (25:14, 25:13, 22:25, 25:15).
5.12: Ребекки-Нордмекканика — Игтисадчи 3:0 (25:17, 25:20, 26:24).
10.12: Динамо (М) — Игтисадчи 3:0 (25:23, 25:17, 25:18).
10.12: Црвена Звезда — Ребекки-Нордмекканика 1:3 (18:25, 25:21, 19:25, 15:25).
17.12: Ребекки-Нордмекканика — Динамо (М) 3:1 (25:21, 25:23, 18:25, 25:18).
17.12: Игтисадчи — Црвена Звезда 3:1 (27:29, 25:13, 25:13, 25:12).

### Группа С
| М | Команда             | 1       | 2       | 3   | 4   | И | В | П | С/П  | О  |
| - | ------------------- | ------- | ------- | --- | --- | - | - | - | ---- | -- |
| 1 | «Вакыфбанк» Стамбул |         | 3:1 3:0 | 3:0 | 3:0 | 6 | 6 | 0 | 18:1 | 18 |
| 2 | «Атом Трефл» Сопот  | 1:3 0:3 |         | 3:1 | 3:0 | 6 | 4 | 2 | 13:8 | 12 |
| 3 | «Динамо» Бухарест   | 0:3     | 1:3     |     | 3:0 | 6 | 2 | 4 | 8:12 | 6  |
| 4 | «Гент Дам» Гент     | 0:3     | 0:3     | 0:3 |     | 6 | 0 | 6 | 0:18 | 0  |

23.10: Динамо (Б) — Атом Трефл 1:3 (25:20, 17:25, 17:25, 23:25).
23.11: Гент Дам — Вакыфбанк 0:3 (15:25, 22:25, 21:25).
29.10: Атом Трефл — Гент Дам 3:0 (25:9, 25:20, 25:17).
31.10: Вакыфбанк — Динамо (Б) 3:0 (25:20, 25:7, 25:11).
26.11: Атом Трефл — Вакыфбанк 1:3 (25:19, 14:25, 19:25, 18:25).
27.11: Динамо (Б) — Гент Дам 3:0 (25:20, 25:17, 25:15).
4.12: Вакыфбанк — Атом Трефл 3:0 (25:22, 25:20, 25:12).
4.12: Гент Дам — Динамо (Б) 0:3 (17:25, 12:25, 20:25).
11.12: Гент Дам — Атом Трефл 0:3 (23:25, 14:25, 21:25).
11.12: Динамо (Б) — Вакыфбанк 0:3 (23:25, 21:25, 17:25).
17.12: Вакыфбанк — Гент Дам 3:0 (25:13, 25:20, 25:19).
17.12: Атом Трефл — Динамо (Б) 3:1 (23:25, 25:17, 25:21, 25:20).

### Группа D
| М | Команда                     | 1       | 2   | 3       | 4   | И | В | П | С/П  | О  |
| - | --------------------------- | ------- | --- | ------- | --- | - | - | - | ---- | -- |
| 1 | «Эджзачибаши» Стамбул       |         | 3:0 | 3:0 3:1 | 3:0 | 6 | 6 | 0 | 18:1 | 18 |
| 2 | «Расинг Клуб де Канн» Канны | 0:3     |     | 3:0     | 3:0 | 6 | 4 | 2 | 12:6 | 12 |
| 3 | АГЕЛ «Простеёв» Простеёв    | 0:3 1:3 | 0:3 |         | 3:1 | 6 | 2 | 4 | 7:14 | 6  |
| 4 | «Шверинер» Шверин           | 0:3     | 0:3 | 1:3     |     | 6 | 0 | 6 | 2:18 | 0  |

22.10: РК де Канн — Шверинер 3:0 (25:17, 25:15, 25:16).
24.11: Эджзачибаши — АГЕЛ Простеёв 3:0 (25:15, 25:14, 25:21).
30.10: Шверинер — Эджзачибаши 0:3 (21:25, 18:25, 23:25).
30.10: АГЕЛ Простеёв — РК де Канн 0:3 (18:25, 22:25, 23:25).
26.11: АГЕЛ Простеёв — Шверинер 3:1 (25:18, 23:25, 25:17, 25:17).
28.11: Эджзачибаши — РК де Канн 3:0 (26:24, 25:21, 25:23).
4.12: Шверинер — АГЕЛ Простеёв 1:3 (25:20, 9:25, 16:25, 18:25).
5.12: РК де Канн — Эджзачибаши 0:3 (18:25, 21:25, 20:25).
11.12: Эджзачибаши — Шверинер 3:0 (25:15, 25:17, 25:15).
12.12: РК де Канн — АГЕЛ Простеёв 3:0 (25:23, 25:16, 25:20).
17.12: Шверинер — РК де Канн 0:3 (14:25, 16:25, 20:25).
17.12: АГЕЛ Простеёв — Эджзачибаши 1:3 (25:17, 26:28, 19:25, 23:25).

### Группа Е
| М | Команда                       | 1       | 2       | 3       | 4       | И | В | П | С/П   | О  |
| - | ----------------------------- | ------- | ------- | ------- | ------- | - | - | - | ----- | -- |
| 1 | «Галатасарай» Стамбул         |         | 2:3 3:2 | 3:1 3:2 | 3:0     | 6 | 5 | 1 | 17:8  | 14 |
| 2 | «Имоко Воллей» Конельяно      | 3:2 2:3 |         | 3:2 1:3 | 3:1 3:0 | 6 | 4 | 2 | 15:11 | 11 |
| 3 | «Азерйол» Баку                | 1:3 2:3 | 2:3 3:1 |         | 3:2 0:3 | 6 | 2 | 4 | 11:15 | 7  |
| 4 | «Унендо-Ямамай» Бусто-Арсицио | 0:3     | 1:3 0:3 | 2:3 3:0 |         | 6 | 1 | 5 | 6:15  | 4  |

22.10: Азерйол — Унендо-Ямамай 3:2 (24:26, 25:20, 25:15, 17:25, 15:13).
23.11: Имоко Воллей — Галатасарай 3:2 (25:23, 25:23, 19:25, 21:25, 18:16).
29.10: Унендо-Ямамай — Имоко Воллей 1:3 (13:25, 22:25, 25:22, 17:25).
30.10: Галатасарай — Азерйол 3:1 (25:23, 25:21, 27:29, 25:22).
27.11: Имоко Воллей — Азерйол 3:2 (23:25, 25:19, 22:25, 25:15, 15:10).
28.11: Галатасарай — Унендо-Ямамай 3:0 (26:24, 25:23, 25:11).
3.12: Унендо-Ямамай — Галатасарай 0:3 (22:25, 20:25, 23:25).
3.12: Азерйол — Имоко Воллей 3:1 (25:23, 30:32, 25:22, 25:23).
10.12: Азерйол — Галатасарай 2:3 (25:21, 22:25, 25:21, 15:25, 14:16).
11.12: Имоко Воллей — Унендо-Ямамай 3:0 (25:20, 25:15, 26:24).
17.12: Унендо-Ямамай — Азерйол 3:0 (25:14, 25:17, 25:19).
17.12: Галатасарай — Имоко Воллей 3:2 (24:26, 23:25, 25:19, 25:15, 15:3).

### Группа F
| М | Команда                   | 1       | 2       | 3       | 4       | И | В | П | С/П   | О  |
| - | ------------------------- | ------- | ------- | ------- | ------- | - | - | - | ----- | -- |
| 1 | «Динамо-Казань» Казань    |         | 3:0 2:3 | 3:0     | 3:1 3:0 | 6 | 5 | 1 | 17:4  | 16 |
| 2 | «Волеро» Цюрих            | 0:3 3:2 |         | 2:3 3:1 | 3:1 3:2 | 6 | 4 | 2 | 14:12 | 11 |
| 3 | «Штиинца» Бакэу           | 0:3     | 3:2 1:3 |         | 0:3 3:1 | 6 | 2 | 4 | 7:15  | 5  |
| 4 | «Таурон» Домброва-Гурнича | 1:3 0:3 | 1:3 2:3 | 3:0 1:3 |         | 6 | 1 | 5 | 8:15  | 4  |

23.10: Таурон — Штиинца 3:0 (25:21, 25:15, 25:18).
24.11: Волеро — Динамо-Казань 0:3 (18:25, 12:25, 18:25).
29.10: Штиинца — Волеро 3:2 (17:25, 27:25, 25:20, 8:25, 15:13).
31.10: Динамо-Казань — Таурон 3:1 (29:27, 22:25, 25:15, 25:13).
26.11: Динамо-Казань — Штиинца 3:0 (25:16, 25:18, 25:16).
28.11: Волеро — Таурон 3:1 (25:12, 16:25, 25:15, 25:18).
4.12: Таурон — Волеро 2:3 (26:28, 25:21, 23:25, 25:21, 9:15).
5.12: Штиинца — Динамо-Казань 0:3 (15:25, 17:25, 10:25).
11.12: Таурон — Динамо-Казань 0:3 (22:25, 21:25, 20:25).
12.12: Волеро — Штиинца 3:1 (25:16, 25:23, 26:28, 25:23).
17.12: Штиинца — Таурон 3:1 (20:25, 31:29, 25:16, 25:23).
17.12: Динамо-Казань — Волеро 2:3 (25:23, 25:23, 20:25, 28:30, 8:15).

### Итоги
По итогам предварительного этапа в 1-й раунд плей-офф вышли по две лучшие команды из групп, а также «Игтисадчи», как лучшая из команд, занявших в группах третьи места. Из числа прошедших предварительную стадию выбран хозяин финального этапа, которым стала азербайджанская «Рабита», получившая прямой допуск в финал четырёх.

## Плей-офф

### 1/8-финала
14—16 января/ 21—23 января 2014.
 «Динамо» (Москва) —  «Динамо-Казань» (Казань)
15 января. 1:3 (21:25, 21:25, 25:18, 16:25).
22 января. 0:3 (15:25, 22:25, 23:25).
 «Волеро» (Цюрих) —  «Ребекки-Нордмекканика» (Пьяченца)
16 января. 3:1 (25:18, 24:26, 26:24, 25:19).
21 января. 3:1 (22:25, 25:18, 25:20, 25:19).
 «Имоко Воллей» (Конельяно) —  «Омичка» (Омск)
15 января. 3:0 (25:23, 25:18, 25:23).
23 января. 0:3 (20:25, 19:25, 27:29). Дополнительный сет 10:15.
 «Атом Трефл» (Сопот) —  «Эджзачибаши» (Стамбул)
15 января. 0:3 (21:25, 20:25, 22:25).
21 января. 1:3 (25:16, 21:25, 21:25, 20:25).
 «Расинг Клуб де Канн» (Канны) —  «Галатасарай» (Стамбул)
14 января. 3:1 (25:17, 25:21, 25:27, 25:23).
23 января. 3:0 (25:19, 25:16, 25:21).
 «Игтисадчи» (Баку) —  «Вакыфбанк» (Стамбул)
16 января. 0:3 (22:25, 20:25, 20:25).
22 января. 0:3 (13:25, 12:25, 20:25).

### Четвертьфинал
4—6 февраля/ 11—13 февраля 2014.
 «Омичка» (Омск) —  «Эджзачибаши» (Стамбул)
6 февраля. 1:3 (17:25, 27:29, 25:22, 21:25).
13 февраля. 0:3 (19:25, 21:25, 16:25).
 «Вакыфбанк» (Стамбул) —  «Расинг Клуб де Канн» (Канны)
6 февраля. 3:1 (21:25, 25:7, 25:18, 25:9).
12 февраля. 1:3 (25:17, 17:25, 22:25, 22:25). Дополнительный сет 15:12.
 «Волеро» (Цюрих) —  «Динамо-Казань» (Казань)
6 февраля. 1:3 (25:20, 14:25, 25:27, 22:25).
11 февраля. 1:3 (25:21, 16:25, 19:25, 21:25).

## Финал четырёх
15—16 марта 2014.  Баку.
Участники:
 «Рабита» (Баку) 

 «Вакыфбанк» (Стамбул) 

 «Эджзачибаши» (Стамбул) 

 «Динамо-Казань» (Казань)

### Полуфинал
15 марта
 «Вакыфбанк» —  «Эджзачибаши»
3:1 (19:25, 25:19, 25:22, 25:17).
 «Динамо-Казань» —  «Рабита»
3:0 (25:15, 25:21, 25:19).

### Матч за 3-е место
16 марта
 «Рабита» —  «Эджзачибаши»
3:0 (25:21, 25:12, 27:25).

### Финал
| 16 марта 2014 | \| «Динамо-Казань» (Казань) \| 3:0 cev.eu \| «Вакыфбанк» (Стамбул) \| \| Мария Бородакова (5) Антонелла Дель Коре (11) Екатерина Гамова (21) Регина Мороз (4) Джордан Ларсон (16) Евгения Старцева Екатерина Уланова (либеро) Ирина Воронкова Ирина Малькова (1) \| Голы \| Наз Айдемир (2) Гёзде Кырдар-Сонсырма (10) Бахар Токсой (7) Йована Бракочевич (2) Каролина Костагранде (6) Кристиане Фюрст (6) Гизем Карадайи-Гюрешен (либеро) Гюльдениз Онал-Пашаоглу (2) Полен Услупехливан (5) Чагла Акын Елена Николич Айше-Мелис Гюркайнак \| | Баку Crystal Hall 5000 зрителей |
| Счёт по партиям — 25:23, 25:11, 25:23. Время матча — 1 час 20 минут. Судьи: Сусана Родригес Хатива, Карин Загорчова.                                                                    | | |
| «Динамо-Казань» (Казань) | 3:0 cev.eu | «Вакыфбанк» (Стамбул) |
| Мария Бородакова (5) Антонелла Дель Коре (11) Екатерина Гамова (21) Регина Мороз (4) Джордан Ларсон (16) Евгения Старцева Екатерина Уланова (либеро) Ирина Воронкова Ирина Малькова (1) | Голы | Наз Айдемир (2) Гёзде Кырдар-Сонсырма (10) Бахар Токсой (7) Йована Бракочевич (2) Каролина Костагранде (6) Кристиане Фюрст (6) Гизем Карадайи-Гюрешен (либеро) Гюльдениз Онал-Пашаоглу (2) Полен Услупехливан (5) Чагла Акын Елена Николич Айше-Мелис Гюркайнак |

### Итоги

#### Положение команд
| «Динамо-Казань» Казань   |
| «Вакыфбанк» Стамбул      |
| «Рабита» Баку            |
| 4. «Эджзачибаши» Стамбул |

#### Призёры
«Динамо-Казань»: Мария Бородакова, Ирина Малькова, Дарья Россамахина, Мария Попова, Джордан Ларсон, Екатерина Гамова, Евгения Старцева, Екатерина Уланова, Антонелла Дель Коре, Анна Мельникова, Регина Мороз, Ирина Воронкова. Главный тренер — Ришат Гилязутдинов.
  «Вакыфбанк» (Стамбул): Гёзде Кырдар-Сонсырма, Гизем Карадайи-Гюрешен, Йована Бракочевич, Айше-Мелис Гюркайнак, Гюльдениз Онал, Бахар Токсой, Елена Николич, Кристиане Фюрст, Чагла Акын, Полен Услупехливан, Наз Айдемир, Каролина Костагранде. Главный тренер — Джованни Гуидетти.
  «Рабита» (Баку): Катажина Скорупа, Рэчел Рурк, Наташа Крсманович, Тетори Диксон, Кайла Бэнуорт, Аурея Крус, Бренда Кастильо, Бритни Купер, Нотсара Томком, Саня Старович, Катажина Сковроньска-Долата, Дора Хорват. Главный тренер — Эльдар Юсубов.

#### Индивидуальные призы
MVP: Екатерина Гамова («Динамо-Казань»)
Лучшая нападающая: Неслихан Дарнель («Эджзачибаши»)
Лучшая блокирующая: Джордан Ларсон («Динамо-Казань»)
Лучшая на подаче: Антонелла Дель Коре («Динамо-Казань»)
Лучшая на приёме: Каролина Костагранде («Вакыфбанк»)
Лучшая связующая: Нотсара Томком («Рабита»)
Лучшая либеро: Бренда Кастильо («Рабита»)
Самая результативная: Екатерина Гамова («Динамо-Казань»)
Fair Play: Наз Айдемир («Вакыфбанк»)